# 旧田住家住宅
旧田住家住宅（きゅうたすみけじゅうたく）は兵庫県佐用郡佐用町の平福にある歴史的建造物。
江戸時代から代々大庄屋役を務め18世紀には旗本松平氏の代官として平福陣屋での政務を任され、明治時代は平福村の村長を務めた名家・田住家の旧邸宅。
邸宅は田住家の家臣である大年寄り本陣神吉氏の別邸として江戸時代初期に建築されたもので、元禄期築造とされる池泉鑑賞式日本庭園が現存する。遺された膨大な量の古文書は兵庫県立歴史博物館に寄託、展示されている。

## 宮本武蔵とのかかわり
平福郷土館に展示されている「田住家系図」には、田住家初代定通の弟である利神城城主・別所林治の娘・率子が最初平田無二斎の妻となり、後に田住政久の後妻となっている。無二斎の子である宮本武蔵はこの義母を慕い、母を訪ねて幼少のころにしばしば田住家に滞在したと伝わる。 

## 所在地
〒679-5331 兵庫県佐用郡佐用町平福1

## 交通アクセス
- 智頭急行智頭線 平福駅 徒歩5分